# 阿夫拉米夫卡 (切爾卡瑟州)
49°0′11″N 29°49′29″E / 49.00306°N 29.82472°E

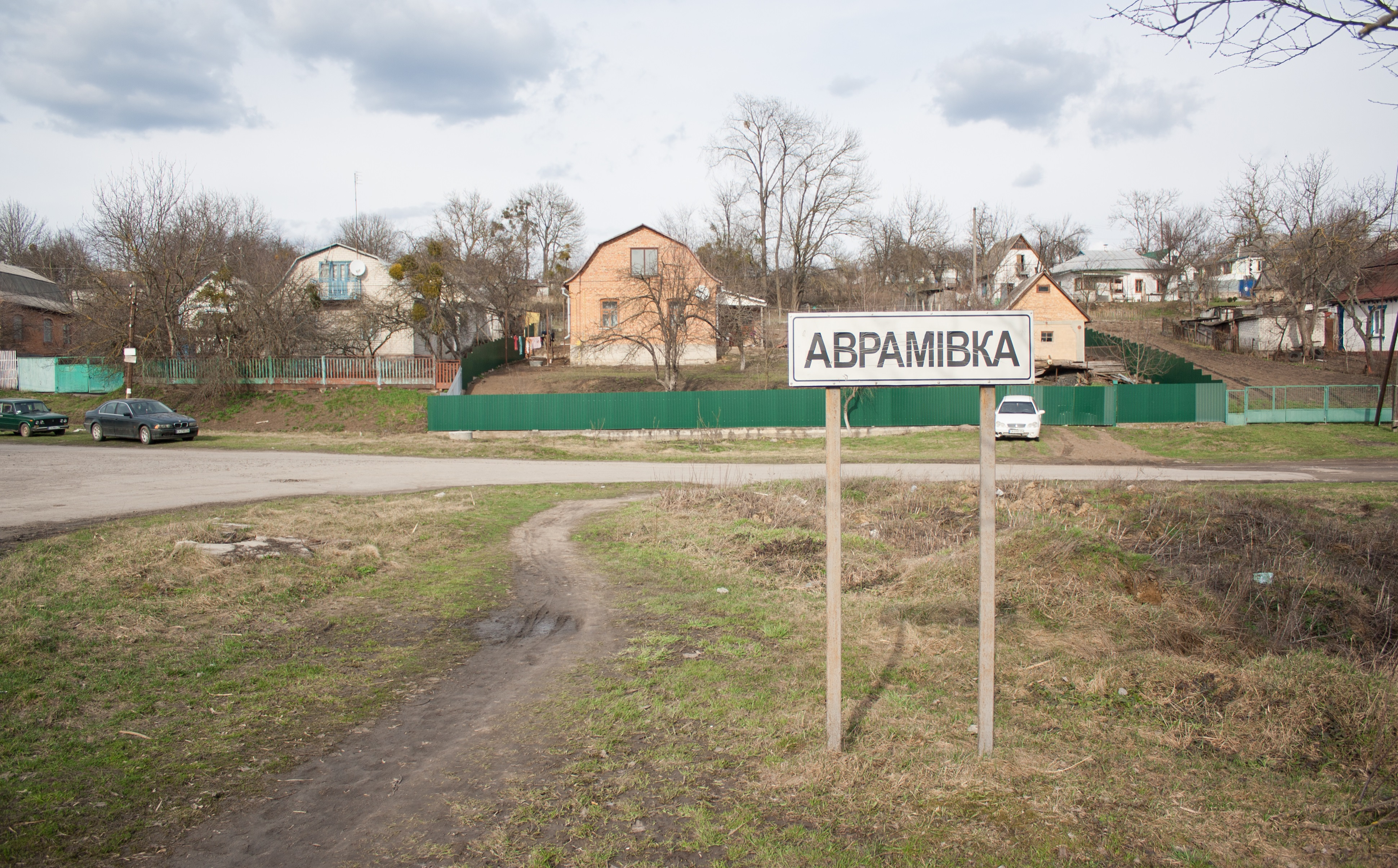
阿夫拉米夫卡村

阿夫拉米夫卡（烏克蘭語：Аврамівка）是位於烏克蘭中部的村莊，由切爾卡瑟州烏曼區的莫納斯特里謝市鎮負責管轄。該村始建於十七世紀，面積5.52平方公里，2009年人口1,916，人口密度每平方公里5.52人。